# Pin Cushion
Pin Cushion es una película británica de 2017 escrita y dirigida por Deborah Haywood, en su debut cinematográfico. Pin Cushion se estrenó como la película de apertura de la Semana Internacional de la Crítica en el 74.° Festival Internacional de Cine de Venecia, su estreno en el Reino Unido fue el 13 de julio de 2018.

## Sinopsis
La madre Lyn (Joanna Scanlan) y su hija Iona (Lily Newmark) —también conocidas como Dafty One y Dafty Two— están emocionadas de comenzar una nueva vida en un pequeño pueblo en las Midlands. Decidida a tener éxito después de un comienzo complicado en su nueva escuela, la desgarbada Iona se convierte en la «mejor amiga» de Keeley (Sacha Cordy-Nice), Stacie (Saskia Paige-Martin) y Chelsea (Bethany Antonia). Acostumbrada a tener a Iona para ella sola, Lyn se siente excluida y trata sin éxito de hacer sus propios amigos, empezando por Belinda (Chanel Cresswell), su vecina de rostro agrio. Por mucho que Lyn e Iona finjan entre sí que las cosas van bien, Iona lucha con compañeros de escuela que actúan más como «amienemigos» que como amigos, y los vecinos y un supuesto grupo de apoyo tratan a Lyn con diversos grados de indiferencia.

## Elenco
- Lily Newmark como Iona[6]
- Joanna Scanlan como Lyn
- Loris Scarpa como Daz
- Sacha Cordy-Nice como Keeley
- Bethany Antonia como Chelsea
- Saskia Paige-Martin como Stacie
- Sophia Tuckey como Peggy
- John Henshaw como Percy
- Lennon Bradley como Sam
- Aury Wayne como Sicko
- Charles Francis como Dwayne
- Isy Suttie como Anne
- Jacob Lee como Jordan
- Chanel Cresswell como Belinda
- Nadine Coyle como azafata

## Producción
Pin Cushion se filmó en la ciudad natal de Haywood, Swadlincote en el condado de Derbyshire (Inglaterra), con locaciones que incluyen el interior de Gresley Old Hall en Church Gresley, el interior y el exterior de The Pingle Academy, el exterior del Town Hall y entre las calles West Street y High Street en el centro de la ciudad y una escena filmada en el Burton Queen's Hospital. La casa a la que se mudan los personajes principales se encuentra en Hastings Road (Swadlincote).
Haywood eligió rodar parte de la película en su antigua escuela porque «Lo pasé muy mal allí. Antes de la película, solía cerrar los ojos cuando pasaba por delante, ahora, cuando paso por delante, tengo grandes recuerdos de haber hecho una película allí» El grafiti que está escrito sobre ella lo pintaron después de grabar la película.

## Recepción
Pin Cushion ha recibido críticas positivas de la prensa especializada. En el agregador de reseñas Rotten Tomatoes, la película tiene un índice de aprobación del 89%, según 36 reseñas con una calificación promedio de 7.1/10. El consenso crítico del sitio web dice: «Pin Cushion explora la dinámica espinosa de las relaciones madre-hija y las amistades femeninas, liderada por el sorprendente trabajo de las protagonistas Lily Newmark y Joanna Scanlan». Metacritic le da a la película una puntuación promedio ponderada de 74 sobre 100, basada en 8 críticos, lo que indica «críticas generalmente favorables». El periódico británico, The Guardian, describió la película como un «éxtasis de miseria cómica negra y horror de dibujos animados».